# Mauritius Mayer-Reinach
Mauritius Mayer-Reinach (Mannheim, 1869 - ?) fou un violinista i compositor alemany. Era germà del també músic Albert Mayer-Reinach.
Des de 1892 fou professor de piano en el Conservatori Scharwenka de Berlín, i va escriure diverses composicions per aquell instrument, alguns lieder, etc.